# Piki
Piki war eine griechische Elle und als Längenmaß wurde es zur Unterscheidung die Königliche Piki genannt. Das Maß wurde auch zur Vermessung von Bauten und Land verwendet. Auch als Flächenmaß war es gebräuchlich. Ab dem Jahr 1873 waren mit Ausnahmen die metrischen Maße verbindlich.
- 1 Piki = 10 Palmen = 100 Zoll = 1000 Linien = 1,00 Meter

Als Ellenmaß für Stoffe
- 1 Piki = 304,598 Pariser Linien = 0,68712 Meter

Für den Kleinhandel wurde die Piki auf 0,65 Meter verkürzt und entsprach der alten Piki und dem Endasch.
- Seidenware in Patras: 1 Piki = 281,6 Pariser Linien = 0,6321 Meter (königliche Piki)[1]
- Leinen- und Wollware in Patras: 1 Piki = 304,1 Pariser Linien = 0,686 Meter[1]
- Lakonien, Mistra 1 Piki = 202,7 Pariser Linien = 0,45726 Meter[1]